# Casa da Pólvora (Porto Alegre)

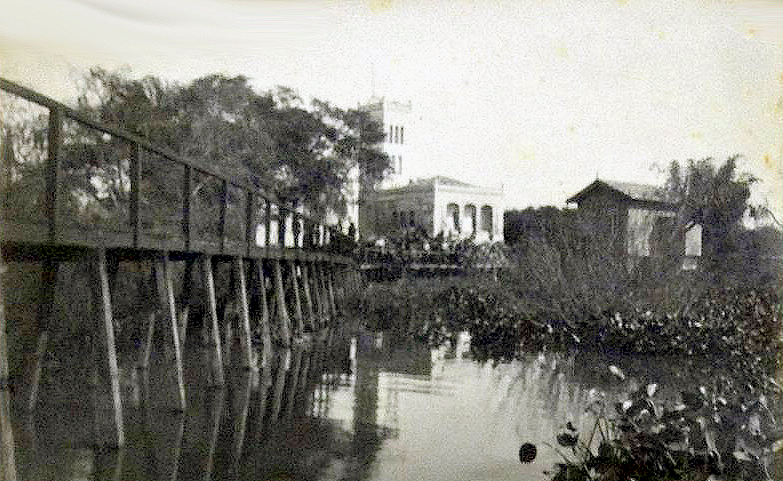
A Casa da Pólvora da Ilha do Paiva.

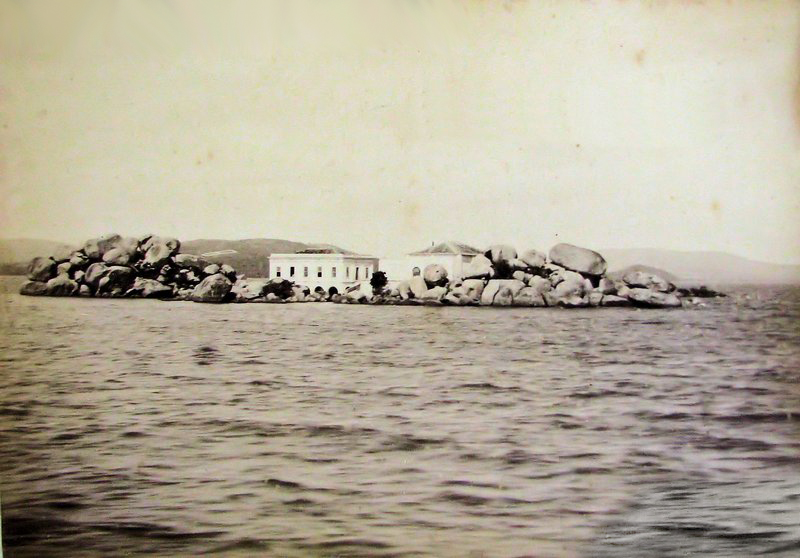
A Casa da Pólvora da Ilha das Pedras Brancas.

A Casa da Pólvora foi um depósito de munição militar que existiu em Porto Alegre, no Brasil.
Houve na verdade vários depósitos com este nome, sendo os dois mais famosos instalados em uma ilha baixa e alagadiça diante do porto de Porto Alegre e num afloramento rochoso no meio do Lago Guaíba.

## Histórico
A necessidade de um depósito para pólvora e munições na cidade deriva de uma longa história de militarização do território do Rio Grande do Sul, conquistado à Espanha após muitas lutas, e por muito tempo agitado por conflitos internos. 
A primeira Casa da Pólvora de que há notícia foi um pequeno armazém instalado em 1773 no centro da antiga vila de Porto Alegre, na esquina das atuais ruas Riachuelo e General Vasco Alves. As condições do armazém eram precárias, e como seu material era perigoso, o governador Paulo Gama determinou a construção de outro mais adequado, longe do centro urbano, que foi erguido depois de 1803 na antiga Ponta do Melo, à beira do Guaíba.
Esta casa explodiu quando foi atingida por um raio em 1831, causando grande alarme na cidade. Após avaliação do caso pela Câmara, foi decidido que uma nova casa seria construída no meio do Lago Guaíba, ou na Ilha das Pedras Brancas, ou na Ilha de Francisco Manuel. Porém, os planos não se materializaram logo, e a pólvora passou a armazenada no Trem de Guerra, e depois no Arsenal de Guerra.
As preocupações com a segurança da população continuavam, e por isso em 1843 o presidente da província, o Barão de Caxias, providenciou que a carga explosiva fosse armazenada em uma grande embarcação fundeada ao largo do porto. Enfim foi escolhida uma ilha baixa e alagadiça diante do porto como depósito, a Ilha do Paiva, que foi cedida gratuitamente pelo seu proprietário, Israel Soares de Paiva. Contudo, quando o presidente Barão de Muritiba entregou o governo ao seu sucessor em 28 de abril de 1856, já reclamava das suas más condições: "A casa da pólvora edificada na ilha fronteiriça a esta cidade, apesar de sua elegante aparência e de não ter senão um ano de existência, ressente-se já da pouca solidez do terreno em que foi construída. Essa ilha fica alagada no tempo das enchentes, e a pólvora lá recolhida por muito tempo pode sofrer pela umidade, se as enchentes perdurarem".
Desta maneira, impunha-se a construção de outra Casa da Pólvora em local melhor. Devido à sua constituição rochosa e localização distante do centro urbano, foi então a Ilha das Pedras Brancas eleita como o local do depósito definitivo, concluída a construção em 17 de julho de 1860. Permaneceu em uso até a década de 1930, e em 1937 o governo passou a usar os edifícios como laboratório de pesquisa científica. Nos anos 1950 o local foi transformado em presídio de segurança máxima, e por isso a ilha recebeu a denominação de Ilha do Presídio.
A antiga Ilha do Paiva, hoje conhecida como Ilha da Casa da Pólvora, foi integrada ao Parque Estadual Delta do Jacuí e os edifícios do paiol, da casa da guarda e da Casa da Chácara foram protegidos legalmente e restaurados entre 1998 e 2001 para abrigar o Ecomuseu Jacques-Yves Cousteau. A Ilha das Pedras Brancas foi tombada pelo IPHAE em 30 de dezembro de 2014 e foi registrada pelo IPHAN como Sítio Arqueológico Histórico.